# ГЕС Берсія
ГЕС Берсія (Sultan Azlan Shah) — гідроелектростанція в Малайзії. Знаходячись між ГЕС Теменгор (вище по течії) та ГЕС Кенерінг, входить до складу каскаду на річці Перак, яка дренує західний схил вододільного хребта Малайського півострова та впадає до Малаккської протоки за півтори сотні кілометрів південніше від острова Пінанг.
У межах проєкту річку перекрили бетонною гравітаційною греблею висотою 32 метри та довжиною 244 метри, яка потребувала 150 тис. м3 матеріалу. Вона утримує водосховище з площею поверхні 5,7 км2 та об'ємом 70 млн м3 (корисний об'єм 8,5 млн м3).
Через водоводи діаметром 5 метрів ресурс подається до пригреблевого машинного залу, обладнаного трьома турбінами типу Каплан потужністю по 24 МВт. При напорі від 25,3 до 27,7 метра (номінальний напір 26,5 метра) вони забезпечують виробництво 238 млн кВт·год електроенергії на рік.